# Коренцов, Александр Иванович
Александр Иванович Коренцов (1913—1997) — график, живописец. Заслуженный художник РСФСР (1969), заслуженный работник культуры Бурятской АССР (1975), член Союза художников СССР (1951).

## Биография
Родился в Канске, Красноярский край. Учился в Свердловском художественном училище (1935—1937) и в студии рисунка при Академии архитектуры СССР (1940—1947).В станковой графике создал серию значительных композиций, посвященных образу Ленина и Крупской, много творческого внимания отдал теме Великой Отечественной войны и образу человека-труженика.
Является автором проектов оформления крупных выставок советских и зарубежных музеев:
- филиала музея В. И. Ленина в Баку
- государственного биологического музея им. Тимирязева
- павильонов ВДНХ «Сибирь», «Водное хозяйство».

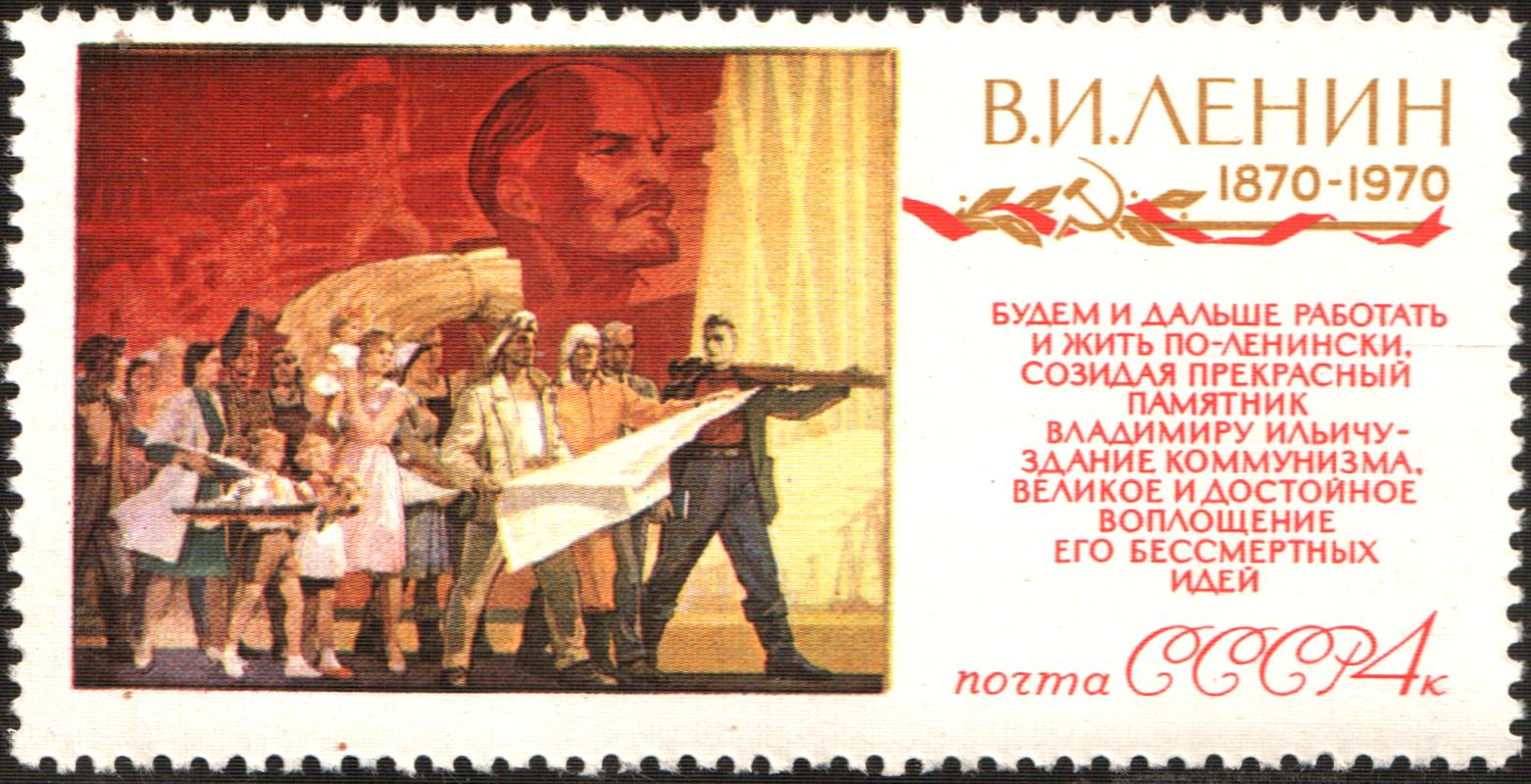
Марка СССР: "Строители коммунизма" (по картине Александра Ивановича Коренцова, Е. Меркулова, Е. Буракова). Серия: К 100-летию со дня рождения Владимира Ильича Ленина (1870-1924). Ленин в искусстве

Ветеран Великой Отечественной войны.

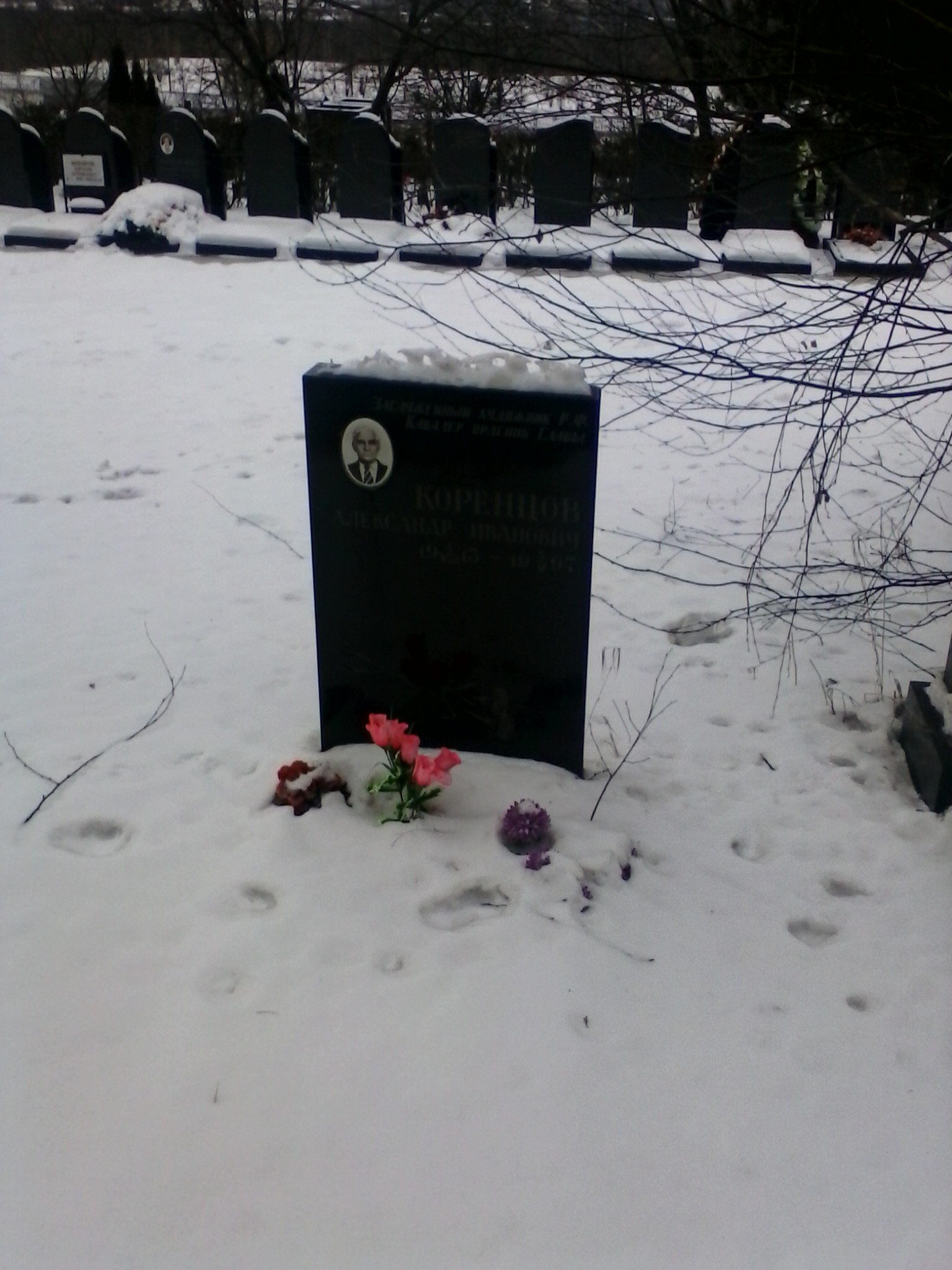
Могила Коренцова на Троекуровском кладбище Москвы.

## Основные работы
- «Во фронтовой теплушке»
- «Отец и сын»
- «Портрет дочери»
- «Портрет старика»
- «Портрет Есенина»
- «В минуты отдыха»
- серия «Из жизни Подмосковья»
- серия «Фронтовые зарисовки»
- серия «Ленин в Сибири»
- серия «Солдаты»
- серия «Ученые Дубны»
- серия «В. И. Ленин и Н. К. Крупская»
- серия «Строители»

## Награды
- Орден Славы III степени
- Орден Славы II степени
- Орден Красной Звезды